# Rabak (Rumpin)
Rabak is een bestuurslaag in het regentschap Bogor van de provincie West-Java, Indonesië. Rabak telt 12.272 inwoners (volkstelling 2010).